# 54
Năm 54 là một năm trong lịch Julius.